# Montadora Nacional de Automóveis

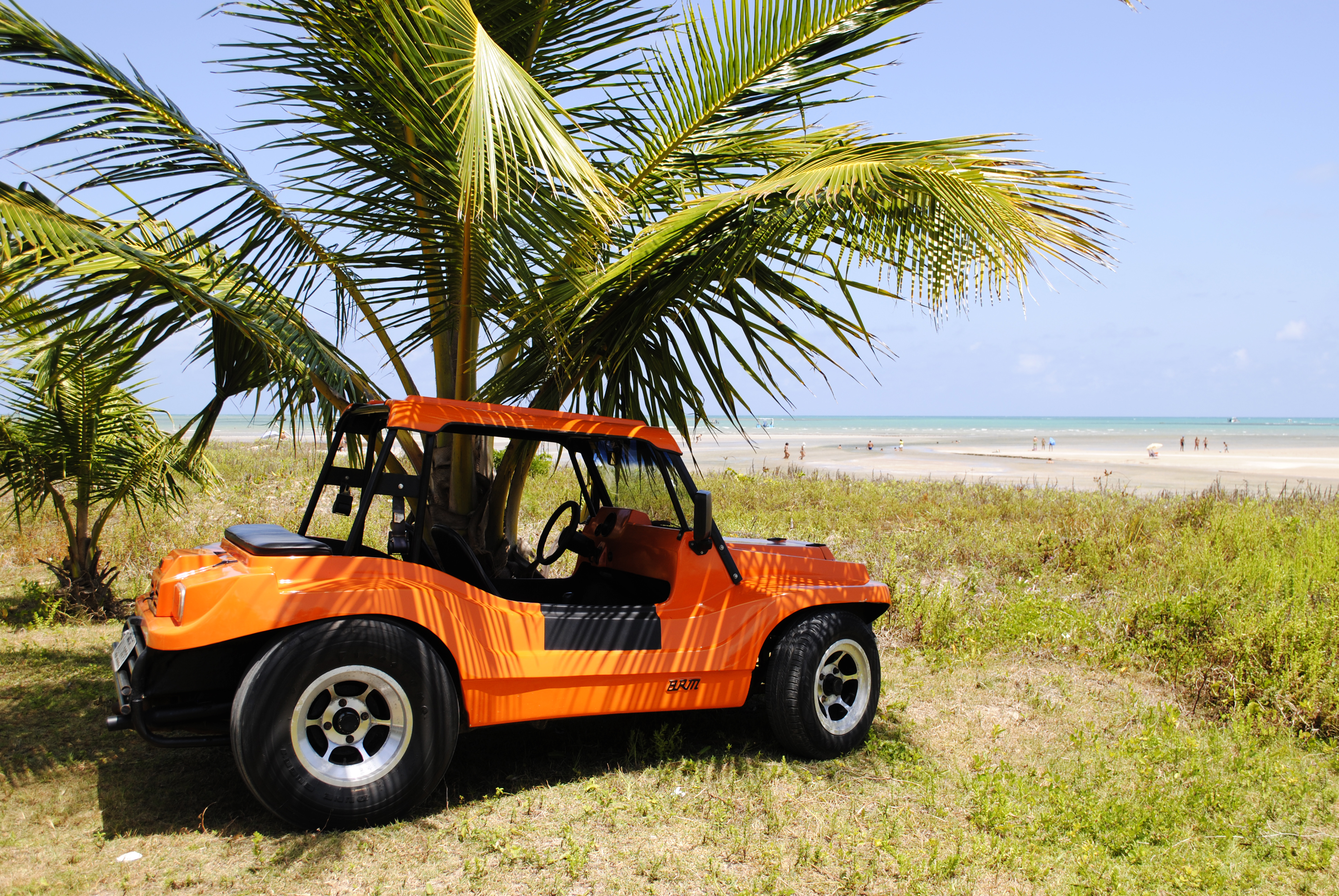
Buggy der Marke BRM

Montadora Nacional de Automóveis Ltda., kurz Montauto, früher BRM - Buggy Rodas e Motores Ltda., ist ein brasilianischer Hersteller von Automobilen und Kit Cars.

## Unternehmensgeschichte
Das Unternehmen wurde 1969 in São Paulo gegründet. Bis 1973 wurden rund 1500 Bausätze anderer Hersteller wie Bugre und Glaspac montiert. Dann begann die Produktion von selbst entwickelten Automobilen. Der Markenname lautet BRM oder BRM Buggy. 1981 zog das Unternehmen nach São Bernardo do Campo und wählte die neue Firmierung. Insgesamt entstanden bisher etwa 24.000 Fahrzeuge.

## Fahrzeuge
Im Angebot stehen VW-Buggies. Ein Fahrgestell vom VW Käfer bildet die Basis. Darauf wird eine offene Karosserie aus Fiberglas montiert. Vierzylinder-Boxermotoren mit wahlweise 1300 cm³, 1500 cm³ oder 1600 cm³ Hubraum treiben die Fahrzeuge an.
Der BRM M-8 hat 1910 mm Radstand und ist 3340 mm lang, 1655 mm breit und 1415 mm hoch. Er wiegt 680 kg.
Der BRM M-8 Long ist bei 2060 mm Radstand 3640 mm lang, 1655 mm breit und 1560 mm hoch. Das Leergewicht ist mit 690 kg angegeben.
Der BRM M-11 hat 2080 mm Radstand und ist 3500 mm lang, 1870 mm breit und 1620 mm hoch. Er wiegt 620 kg.
Für die Vergangenheit ist auch ein M-12 überliefert.